# Мейбел (Міннесота)
Мейбел (англ. Mabel) — місто (англ. city) в США, в окрузі Філлмор штату Міннесота. Населення — 716 осіб (2020).

## Географія
Мейбел розташований за координатами 43°31′12″ пн. ш. 91°46′5″ зх. д. / 43.52000° пн. ш. 91.76806° зх. д. (43.519942, -91.768101).  За даними Бюро перепису населення США в 2010 році місто мало площу 1,24 км², уся площа — суходіл.

## Демографія
Згідно з переписом 2010 року, у місті мешкало 780 осіб у 359 домогосподарствах у складі 192 родин. Густота населення становила 627 осіб/км².  Було 394 помешкання (317/км²).
Расовий склад населення:
| - 99,0 % — білих - 0,1 % — корінних американців - 0,1 % — азіатів |

До двох чи більше рас належало 0,5 %. Частка іспаномовних становила 0,6 % від усіх жителів.
За віковим діапазоном населення розподілялося таким чином: 19,1 % — особи молодші 18 років, 49,4 % — особи у віці 18—64 років, 31,5 % — особи у віці 65 років та старші. Медіана віку мешканця становила 49,6 року. На 100 осіб жіночої статі у місті припадало 84,4 чоловіків;  на 100 жінок у віці від 18 років та старших — 84,0 чоловіків також старших 18 років.
Середній дохід на одне домашнє господарство  становив 44 385 доларів США (медіана — 41 250), а середній дохід на одну сім'ю — 51 383 долари (медіана — 47 396). Медіана доходів становила 41 797 доларів для чоловіків та 27 500 доларів для жінок. За межею бідності перебувало 13,6 % осіб, у тому числі 13,1 % дітей у віці до 18 років та 7,1 % осіб у віці 65 років та старших.
Цивільне працевлаштоване населення становило 345 осіб. Основні галузі зайнятості: освіта, охорона здоров'я та соціальна допомога — 27,8 %, виробництво — 18,6 %, будівництво — 16,5 %.